# Kathryn Gustafson
Kathryn Gustafson (* 1951 in Yakima, WA) ist eine US-amerikanische Landschaftsarchitektin. Sie ist Gründungspartnerin von zwei Landschaftsarchitektur-Büros in Seattle und London und wurde mit diversen internationalen Preisen ausgezeichnet. Gustafson ist bekannt für einen skulpturalen Stil, der Erde, Gras, Wasser und Stein nutzt. Beeinflusst wurde sie dabei von Jaques Sgard und  Isamu Noguchi. Wasserflächen sind dabei ein zentraler Bestandteil, Räume zu schaffen und Plätze zu füllen. Sie bezeichnet ihr Konzept als contemporary picturesque, Landschaften als „places that pull you through the landscape. This is landscape as theatre, creative journey.“

## Leben und Karriere
Gustafson wurde 1951 in Yakima im Bundesstaat Washington geboren und wuchs dort auf, ihr Vater war Herzchirurg. Grundlage für ihre Entwürfe schöpft sie nach eigenem Bekunden auch aus ihren Erinnerungen an die Orte ihrer Kindheit. Auf dem Hochplateau von Yakima kontrastierten die "natürlichen Farbtöne der Wüste" mit Kanälen und wasserintensiven Obstplantagen und Agrarlandschaften. Daraus entsprang eine "Liebe zum Wasser, zum kanalisierten Wasser".
1970, im Alter von 18 Jahren, besuchte Gustafson die University of Washington in Seattle, wo sie etwa ein Jahr lang angewandte Kunst studierte. 1971 zog sie dann nach New York City, um das Fashion Institute of Technology zu besuchen. Nach ihrem Abschluss am Fashion Institute zog Gustafson nach Paris, eigentlich um als Modedesignerin zu arbeiten. Gustafson wandte sich dann aber dem Landschaftsdesign zu. Sie studierte an der Ecole Nationale Superieure du Paysage in Versailles, wo sie 1979 ihren Abschluss machte.
1997 gründete sie mit Neil Porter in London das Büro Gustafson Porter, heute Gustafson Porter + Bowman. Die Firma hat Projekte in Europa, Asien und dem Mittleren Osten. 1999 gründete sie dann mit Jennifer Guthrie und Shannon Nichol in Seattle das Büro Gustafson Guthrie Nichol für den amerikanischen Kontinent. Gustafsons Arbeiten sind vorwiegend im öffentlichen und institutionellen Bereich angesiedelt und umfassen Parks, Gärten und Gemeinschaftsräume. Die Büro haben diverse laufende Projekt mit ihrer Beteiligung. Für die Olympischen Spiele 2024 soll Gustafson den Bereich um den Eiffelturm neu gestalten.
Gustafson ist Honorary Fellow des Royal Institute of British Architects (1999), Honorary Royal Designer for Industry (2005) und Fellow der American Society of Landscape Architects. 2021 wurde sie in die American Academy of Arts and Letters gewählt.

## Werke (Auswahl)
Abgeschlossene Projekte (Auswahl)
- Place des droits de l'Homme, Évry (1991)
- Headquarters der Shell Petroleum, Paris (1992)[9]
- Les Jardins de l’Imaginaire,  Terrasson-Lavilledieu (1996)[9]
- Arthur Ross Terrace, American Museum of Natural History (2000)[10]
- Seattle City Hall Plaza (2003)[11]
- Prinzessin-Diana-Gedenkbrunnen im Hyde Park in London (2004)[10]
- Lurie Garden im Millennium Park in Chicago (2004)[10]
- Washington Canal Park, Washington, D.C. (2004/2006)[1]
- Cultuurpark Westergasfabriek in Amsterdam (2006)[12]
- Eingänge, Gärten, Zufahrtsstraßen und Innenhöfe des Museum of Fine Arts, Boston (2006)[13]
- Old Market Square in Nottingham (2004/2007)
- Robert and Arlene Kogod Courtyard im Smithsonian American Art Museum (2007)[14]
- Bay East Garden im Gardens by the Bay in Singapur (2011)[15]
- Kreielsheimer Promenade an der McCaw Hall, Oper Seattle (2013)
- Landschaftsdesign am Neubau des National Museum of African American History and Culture in Washington, D.C. (2016)

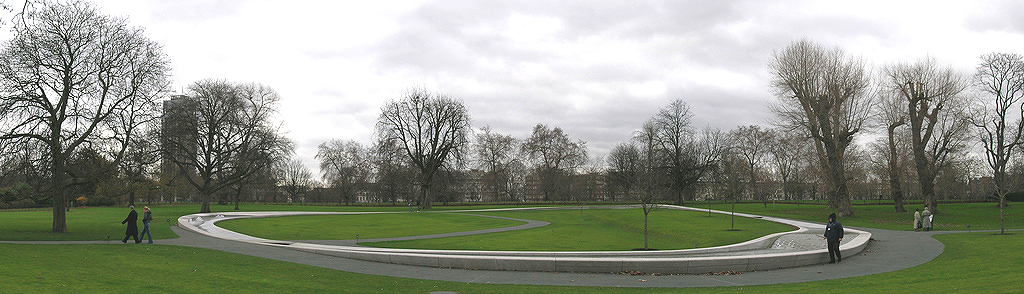
Panorama Diana Memorial Fountain, Hyde Park, London Aufnahme: 2007
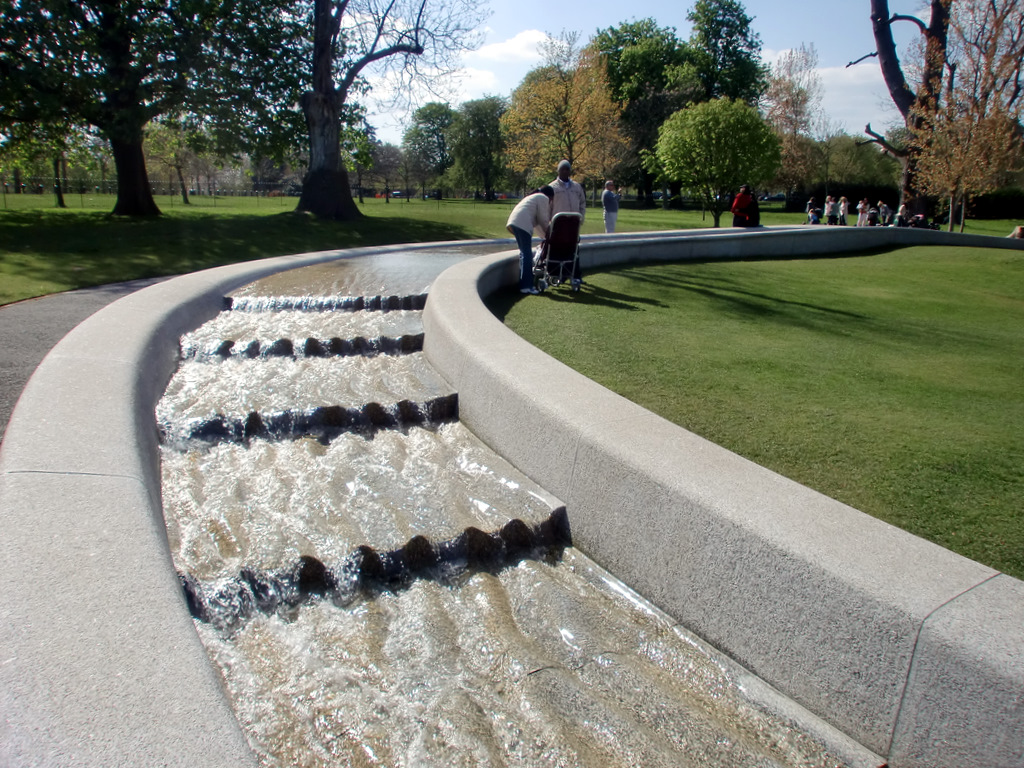
Diana Memorial Fountain Aufnahme: 2010
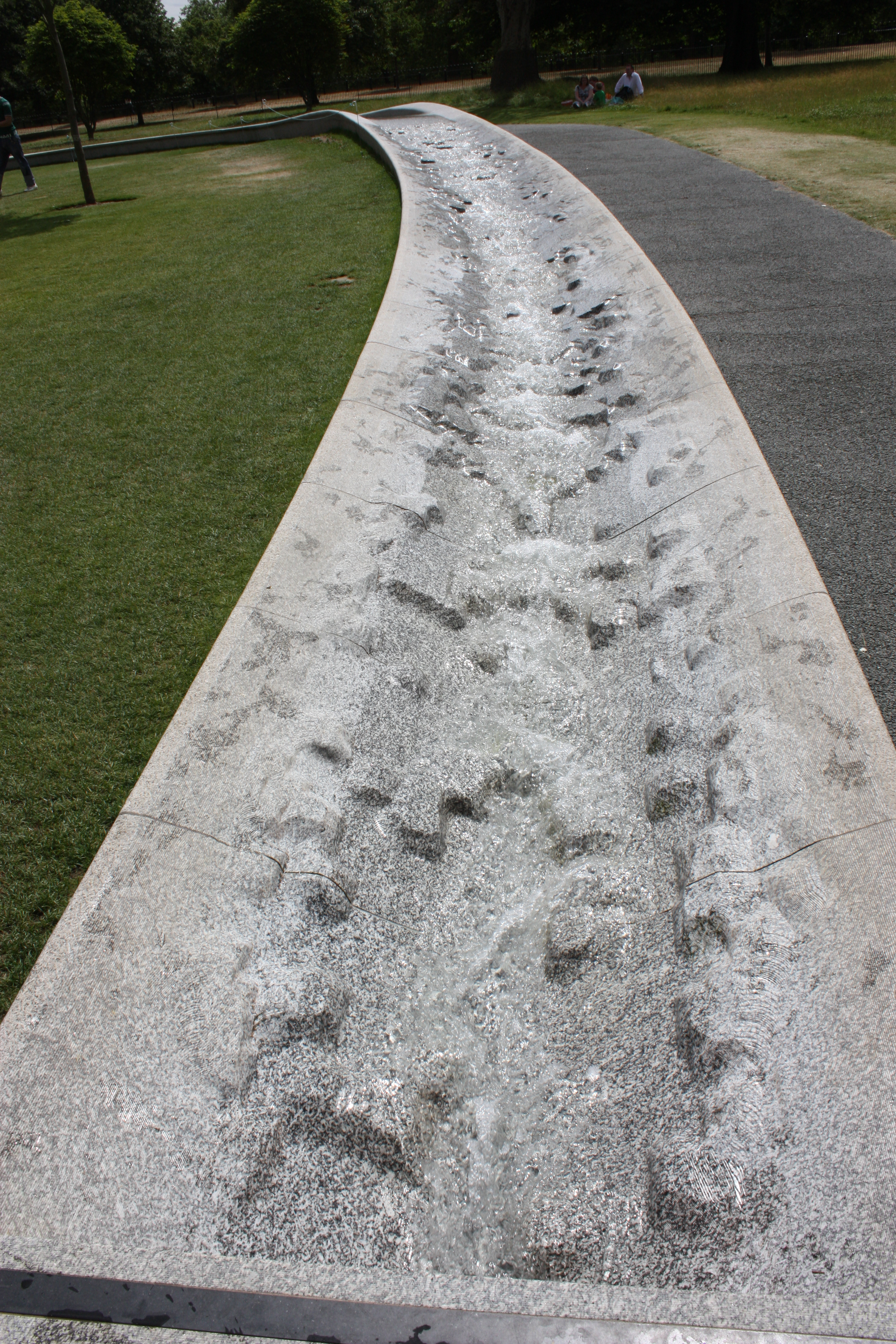
Diana Memorial Fountain Aufnahme: 2010
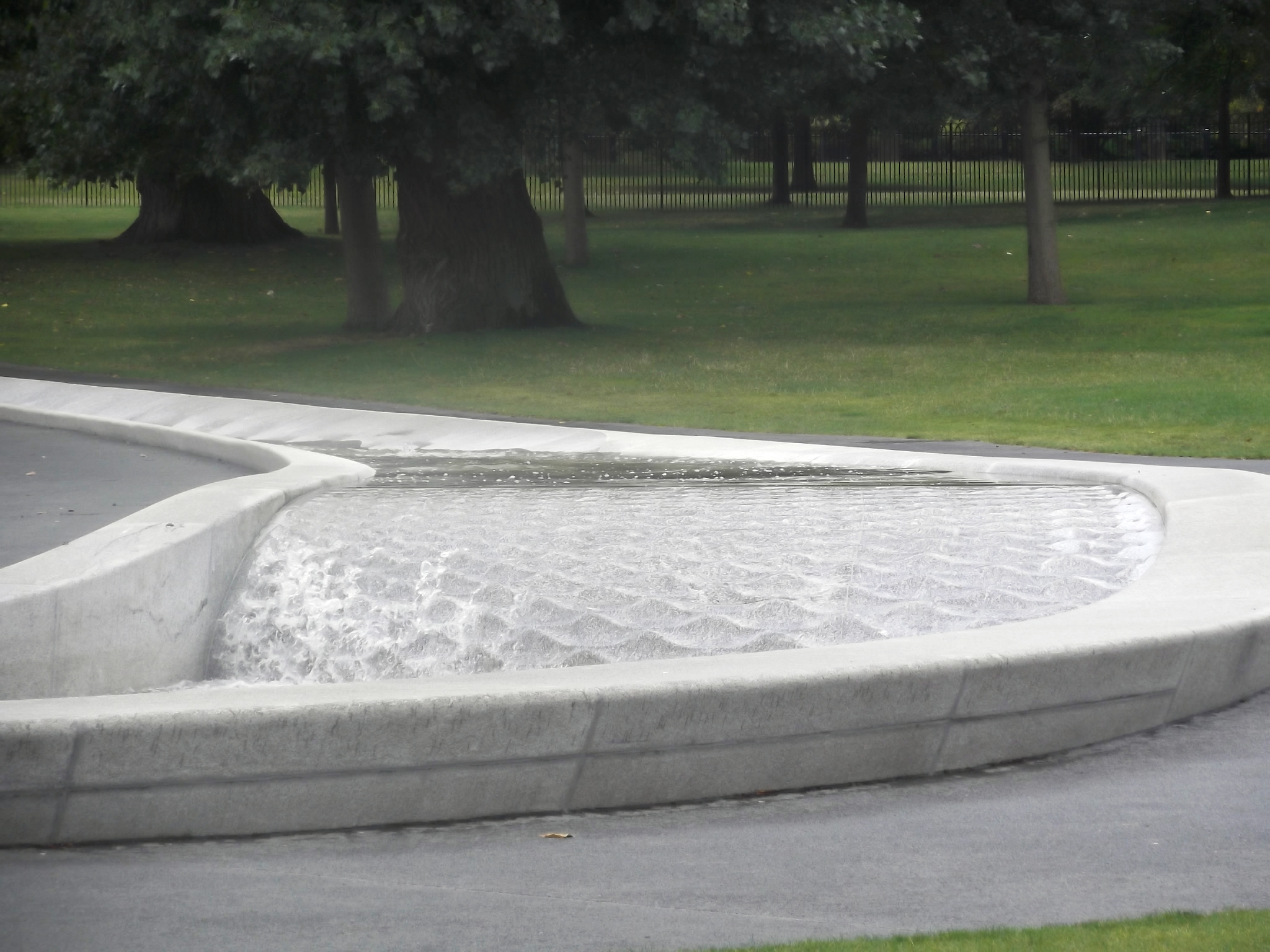
Diana Memorial Fountain Aufnahme: 2014
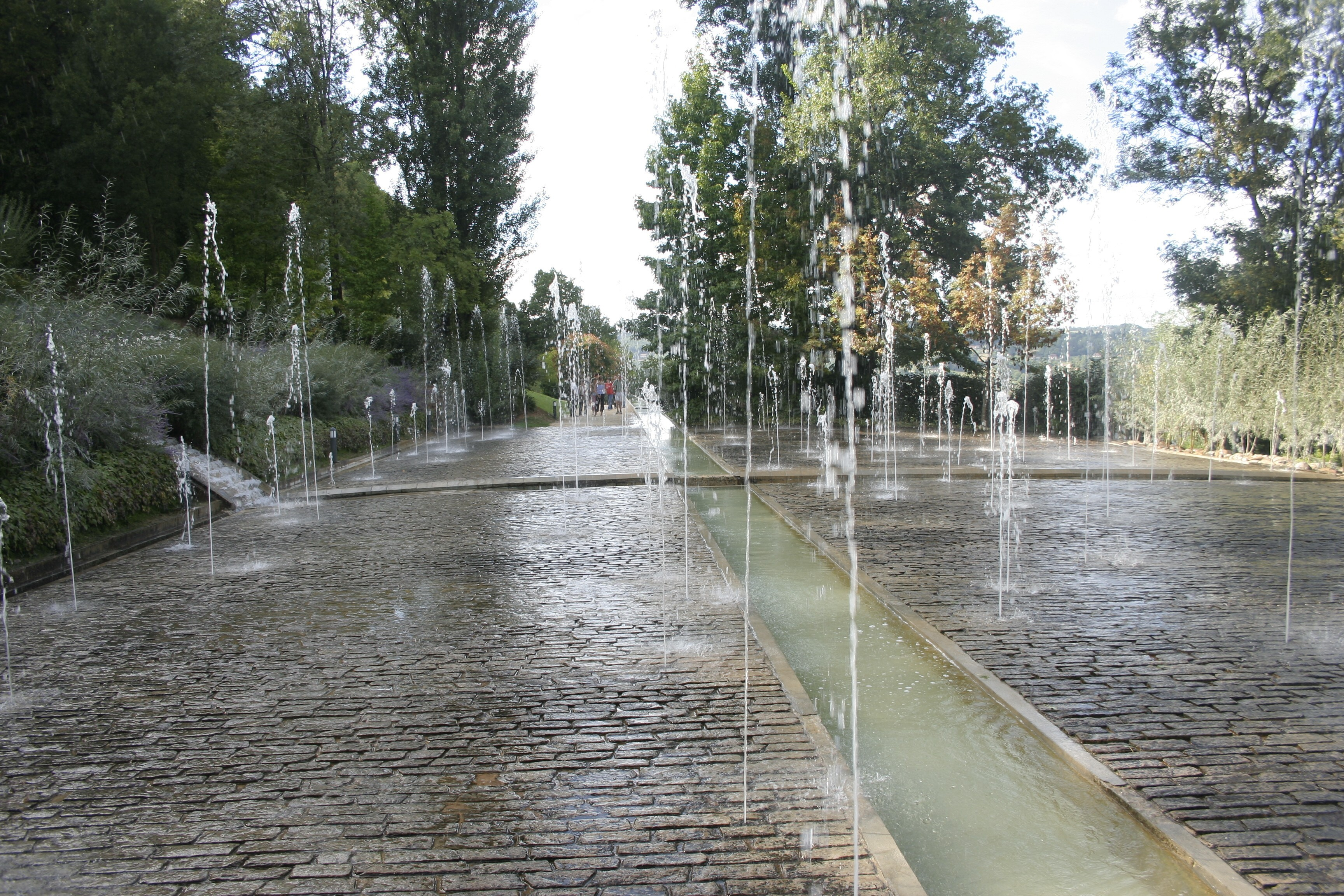
Jardins de l'Imaginaire, Terrasson-Lavilledieu Aufnahme: 2006
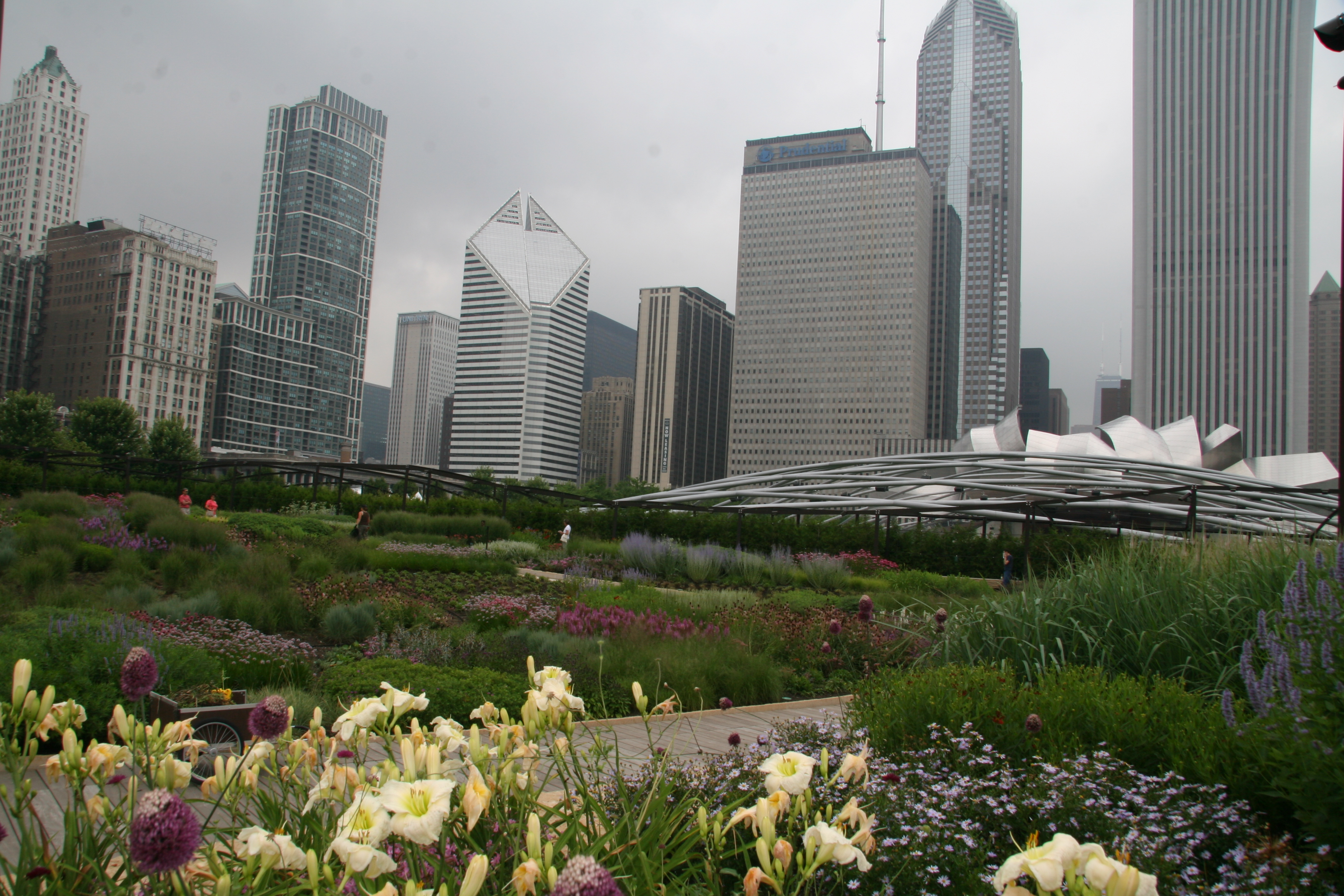
Michigan Boulevard District vom Lurie Garden, Chicago aus Aufnahme: 2006
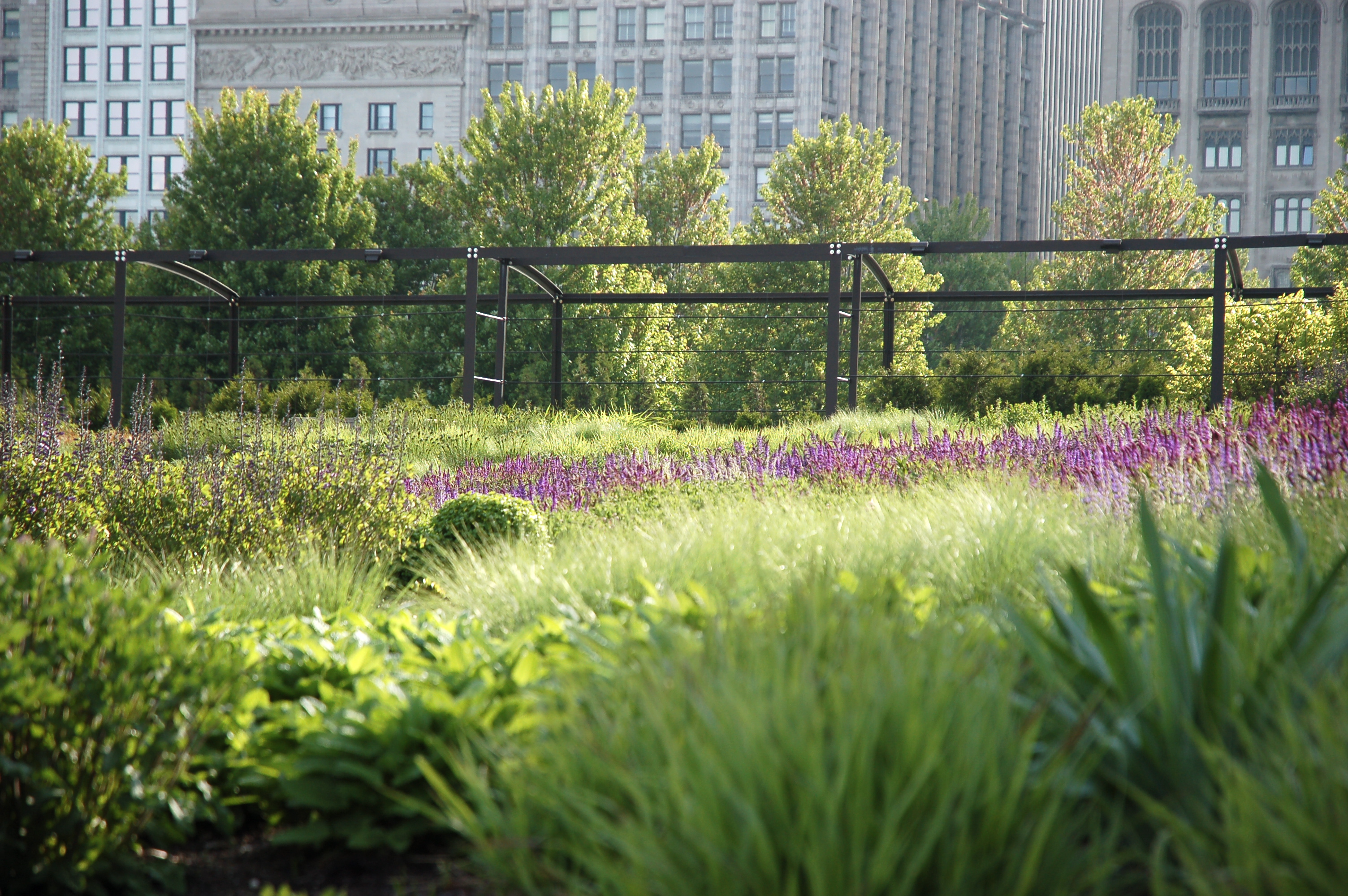
Bepflanzung im Lurie Garden Aufnahme: 2006
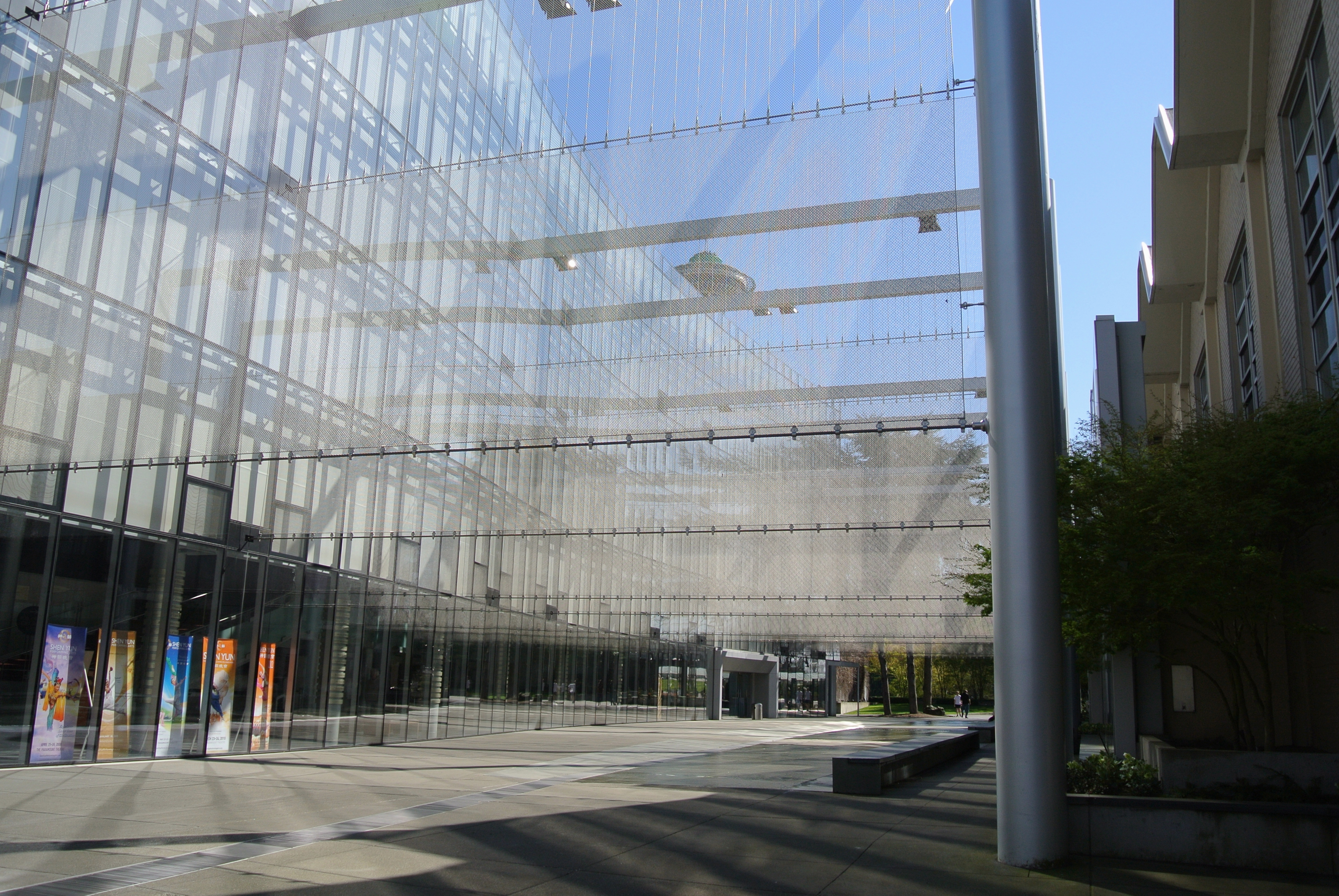
Kreielsheimer Promenade, Oper Seattle (McCaw Hall) Aufnahme: 2013

## Wettbewerbe/Ausstellungen
- Unified Ground: Union Square - National Mall Competition in Washington, D.C., 2014; ASLA Professional Awards - Honor Award[16]
- Venice Biennale - Towards Paradise, 11. Internationale Architektur-Biennale Venedig, 2008[17]

## Weitere Auszeichnungen
- Jane-Drew-Preis (1998)[18]
- Chrysler Design Award (2001)[19]
- Remarkable Garden (2004)[20]
- American Society of Landscape Architects Design Medal (2008)[21]
- Arnold W. Brunner Memorial Prize in Architecture (2012)[22]

Neben diesen persönlichen Auszeichnungen erhielten auch die Büro über die Jahre Preise und Auszeichnungen.